# Andy Lee (bokser)
Andy Lee (ur. 11 czerwca 1984 w Londynie) – irlandzki bokser, były zawodowy mistrz świata WBO w kategorii średniej.

## Kariera amatorska
W lipcu 2003 r., Lee startował na Mistrzostwach Świata w Bangkoku. Lee odpadł w 1/8 finału, przegrywając z późniejszym złotym medalistą Giennadijem Gołowkinem. W lutym 2004 r, Lee zdobył brązowy medal w kategorii średniej na Mistrzostwach Europy w Puli. W 1/8., Lee pokonał na punkty (18:8) reprezentanta Anglii Darrena Barkera. W ćwierćfinale Irlandczyk pokonał na punkty (28:20) reprezentanta Serbii i Czarnogóry Nikolę Sjekloćę. Lee przegrał (17:28) w następnym pojedynku z Niemcem Lukasem Wilaschkiem, zdobywając brązowy medal. Po zdobyciu medalu na Mistrzostwach Europy, Lee wziął udział w Igrzyskach Olimpijskich, które rozgrywane były w Atenach. W swojej pierwszej walce reprezentant Irlandii pokonał na punkty (38:23) Meksykanina Alfredo Angulo, awansując do 1/8 finału w kategorii średniej. Lee odpadł w następnym pojedynku, przegrywając po bardzo wyrównanej walce z Francuzem Hassanem N’Jikamem. W tej walce potrzebna była dogrywka, żeby wyłonić zwycięzcę, bo przed dogrywką był remisowy rezultat 27:27.
Podczas amatorskiej kariery, Lee był także trzykrotnym mistrzem Irlandii w kategorii średniej.

## Kariera zawodowa
Jako zawodowiec, Lee zadebiutował 10 marca 2006 r., pokonując Anthony’ego Cannona. Lee zadebiutował na dużej hali Joe Louis Arena, która została nazwana imieniem legendarnego boksera, mistrza świata wagi ciężkiej Joe Louisa. Do końca 2007 r., Lee stoczył 13. pojedynków, wszystkie wygrywając. 16 marca 2007 r. odniósł cenne zwycięstwo przez nokaut nad byłym mistrzem świata kategorii junior średniej, Amerykaninem Carlem Danielsem. W swoim ostatnim pojedynku w 2007 roku, Lee został mistrzem Irlandii w kategorii superśredniej, pokonując rodaka Jasona McKaya przez poddanie w 6. rundzie.
21 marca 2008 r., Lee zmierzył się z Amerykaninem Brianem Verą. Lee świetnie zaczął pojedynek, posyłając rywala na deski już w pierwszej rundzie. Irlandczyk wyraźnie prowadził na punkty w pojedynku, świetnie boksując z kontry, jak i walcząc na dystans. W 7. rundzie po serii celnych ciosów Very, sędzia postanowił przerwać pojedynek i ogłosił zwycięstwo Amerykanina przez techniczny nokaut. Po 6. rundach, Lee wyraźnie prowadził u wszystkich trzech sędziów. Lee powrócił zaledwie niecałe 4. miesiące później, pokonując w ostatniej, 10. rundzie Williego Gibbsa. Gibbs został poddany przez trenera w ostatniej rundzie, gdy ten rzucił ręcznik na ring. W latach 2009–2011 Lee 11. pojedynków, z czego wszystkie wygrał. Pokonał m.in.: byłego mistrza Europy w kategorii junior średniej Mamadou Thiama, Craiga McEwana, Alexa Bunemę i zrewanżował się Brianowi Verze za jedyną porażkę w karierze, pokonując go bardzo wysoko na punkty.
16 czerwca 2012 r., Lee otrzymał szansę walki o Mistrzostwo Świata WBC w kategorii średniej. Podczas gali w USA, rywalem Irlandczyka był niepokonany Julio César Chávez Jr. Mimo iż Lee walczył z kontry i boksował na dystans, wywierający presję Meksykanin nie był w stanie, w początkowych rundach nawiązać równej walki z szybszym i boksującym z odwrotnej pozycji Irlandczykiem. W 7. rundzie, Chávez Jr dopadł rywala przy linach i po serii ciosów na broniącego się Lee walka została przerwana. Chávez zwyciężył przez techniczny nokaut w 7. rundzie i obronił tytuł po raz trzeci. Do momentu trwania walki, Lee prowadził u wszystkich, trzech sędziów 58-56. Po porażce z Chávezem, Lee stoczył kolejnych pięć pojedynków, wszystkie wygrywając. 7 czerwca 2014 r. zmierzył się z Johnem Jacksonem w pojedynku o pas NABF w kategorii średniej. Jackson świetnie zaczął walkę i o mało już w pierwszej rundzie nie znokautował Irlandczyka. Lee jednak zaczął powoli odrabiać straty i w 5. rundzie trafił Jacksona, nokautując go. 13 grudnia 2014 w Las Vegas wygrał przez techniczny nokaut z Rosjaninem Mattem Korobowem szóstej rundzie.
11 kwietnia 2015 w nowojorskim Brooklynie zremisował z  Peterem Quillinem (31-0-1, 22 KO), sędziowie punktowali 113:112, 112:113 i 113:113.  W związku z przekroczeniem przez Amerykanina wymaganego limitu wagowego, stawką pojedynku nie był tytuł mistrza świata WBO wagi średniej należący do Irlandczyka. 19 grudnia 2015 doszło do pojedynku z niepokonanym Billym Joem Saundersem. Lee został dwukrotnie rzucony na deski w trzeciej rundzie. Po dwunastu rundach sędziowie punktowali 114:112, 115:111, 113:113 na rzecz nowego mistrza świata kategorii średniej.